# Marina Matulović Dropulić
Marina Matulović Dropulić (Zagreb, 21. lipnja 1942.), arhitektica, hrvatska političarka (HDZ), saborska zastupnica HDZ-a, bivša ministrica zaštite okoliša, prostornog uređenja i graditeljstva u Vladi Republike Hrvatske, bivša gradonačelnica Zagreba.
Diplomirala na Arhitektonskom fakultetu Sveučilišta u Zagrebu 1967. godine. Od 1967. do 1985. radila je kao projektant, voditelj gradilišta, tehnički direktor GK Međimurje Čakovec te tehnički rukovoditelj Zavoda za zgradarstvo Građevinskoga instituta u Zagrebu.
Od 1985. do 1990. obnašala je dužnost predsjednik Komiteta za graditeljstvo, stambene i komunalne poslove Grada Zagreba. 1990. godine bila je potpredsjednik Izvršnog vijeća Grada Zagreba (danas Gradsko poglavarstvo), da bi 1993. postala zamjenicom gradonačelnika Zagreba. U Vladi Zlatka Mateše obnašala je dužnost ministrice prostornog uređenja, graditeljstva i stanovanja. U dva navrata obnašala je dužnost gradonačelnice Zagreba, svega dva mjeseca 1996. te ponovo od svibnja 1997. do ožujka 2000. godine. Njezin mandat obilježili su veliki građevinski radovi. Dovršena je tramvajska pruga do Prečkog, uređena je Avenija Dubrava s prugom do Dubca, izgrađeni su Kaptol Centar i Importanne Galerija na Iblerovu trgu, srednja škola u Utrini, podvožnjaci na križanju Slavonske i tadašnje Ljubljanske (danas Zagrebačke) avenije, na Zagrebačkoj i Čulinečkoj cesti, produžena je Branimirova, a započeta je izgradnja zapadne tribine stadiona u Maksimiru. 
Za starije od 65 godina uveden je besplatan javni prijevoz.
U četvrtom sazivu Hrvatskog sabora bila je zastupnica (2000. – 2003.). Nakon parlamentarnih izbora 2003., postaje ministricom zaštite okoliša, prostornog uređenja i graditeljstva. Na toj dužnosti ostaje i nakon parlamentarnih izbora 2007. te imenovanja nove vlade. 27. prosinca 2010. smijenjena je s dužnosti ministrice.
Udana je, majka jedne kćeri. Dobitnica je Godišnje nagrada Vladimir Nazor za arhitekturu (1983.)